# Silene cuatrecasasii
Silene cuatrecasasii är en nejlikväxtart som beskrevs av Carlos Pau och Font Quer. Silene cuatrecasasii ingår i släktet glimmar, och familjen nejlikväxter. Inga underarter finns listade i Catalogue of Life.